# Миранти (Палермо)
Миранти је насеље у Италији у округу Палермо, региону Сицилија.
Према процени из 2011. у насељу је живело 20 становника. Насеље се налази на надморској висини од 912 м.